# Opatija
Opatija o Abbazia es una ciudad y un municipio croata situado en Istria, en el fondo de la bahía de Kvarner, en el condado de Primorje-Gorski Kotar, en Croacia.
En 2001, el municipio contaba con 12 719 habitantes, de los cuales el 86,85% son croatas; la ciudad contaba con 7850 habitantes. La ciudad se sitúa a 110 km de Trieste en Italia, a 200 km de Zagreb y a 250 km de Venecia en Italia. En Opatija predomina el clima mediterráneo suave.

## Historia

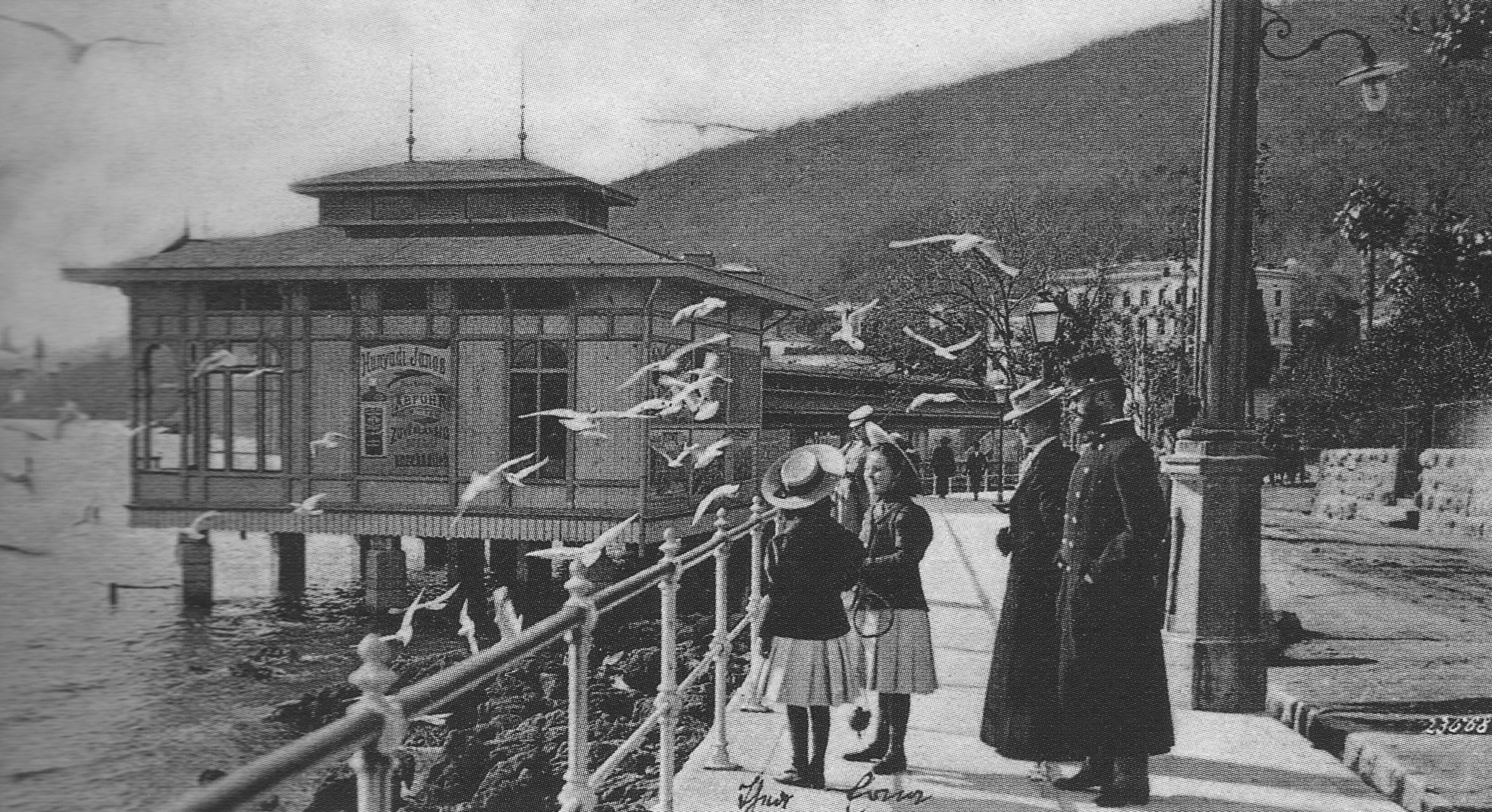
Abbazia en 1900.

Opatija antes era una ciudad muy mundana, en la cual, desde mediados del siglo XIX, residieron reyes, emperadores, aristócratas, personas pudientes y artistas famosos. La llamaron la «Niza austríaca». El primer hotel de la ciudad data de 1840. Sin embargo, el complejo vacacional se construyó tras la sugerencia del doctor Juraj Matija Sporer, en 1859, de que se creara una sociedad para la explotación en Opatija de los beneficios para la salud de las estancias en el mar. El proyecto inicial preveía solamente 120 chalets. Los dos primeros hoteles de lujo - el Kvarner y el Impérial - abrieron en 1885. La famosa bailarina Isadora Duncan apreciaba la ciudad y allí encontró la inspiración observando «la gracia de las hojas de las palmeras estremeciéndose al viento de la mañana».

## Demografía
En el censo 2011 el total de población del municipio era de 11 659 habitantes, distribuidos en las siguientes localidades:
- Dobreć -  378
- Ičići -  866
- Ika -  377
- Mala Učka -  1
- Opatija - 6 657
- Oprič -  711
- Pobri -  1114
- Poljane - 534
- Vela Učka - 40
- Veprinac - 981

| Gráfica de población de {{{nombre}}} 1857-2011                      |
|                                                                     |
| Según los censos de población de la oficina estadística de Croacia. |

## Turismo
- La iglesia de la Anunciación, de arquitectura neorrománica, fundada en 1906 por el obispo de Trieste.

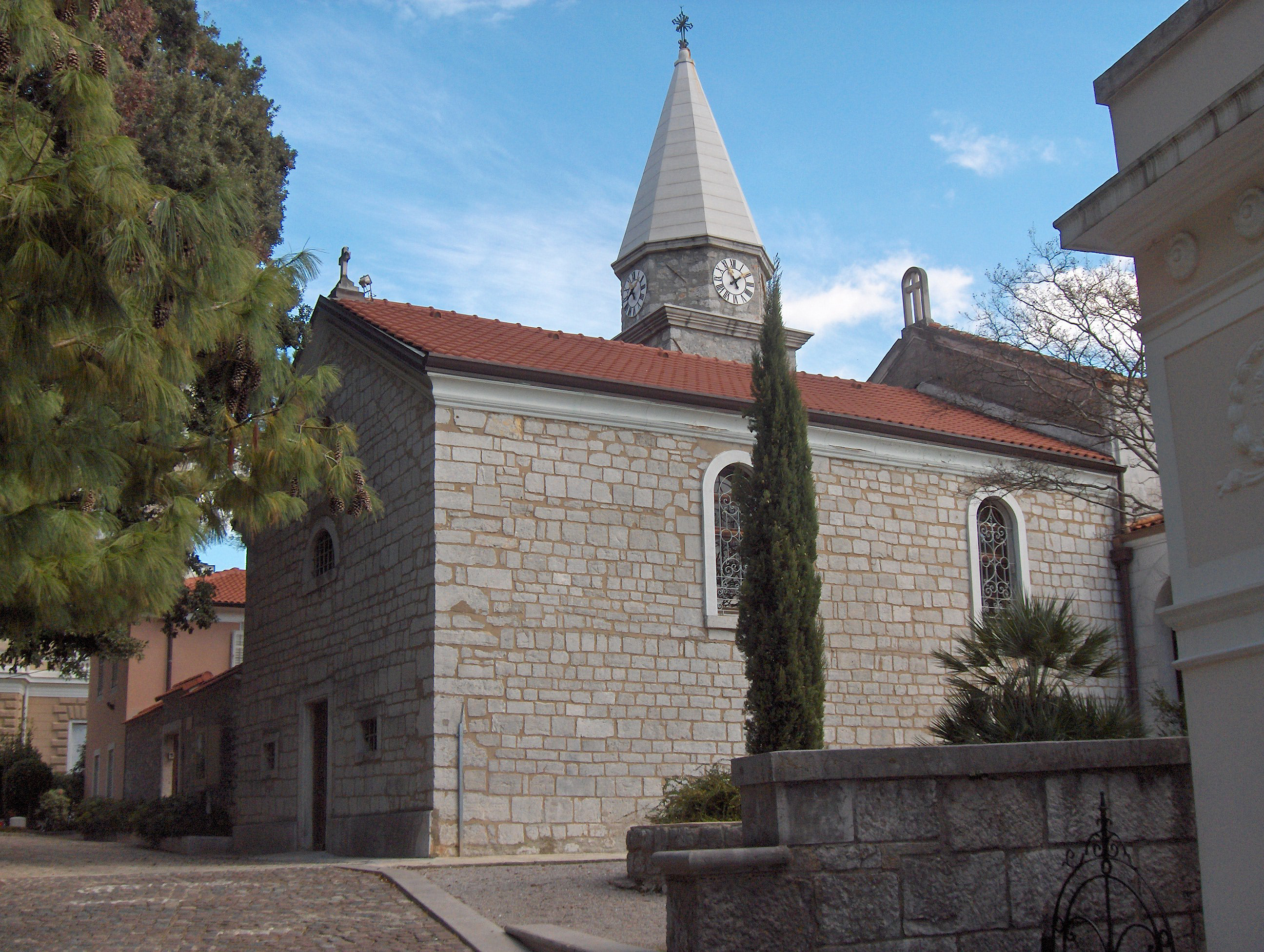
Iglesia de San Jacobo.

- La iglesia de Saint-Jakov, construida sobre las bases de un viejo monasterio benedictino construido en 1439.
- El Lungomare es un paseo construido en 1900, que se extiende de Preluka a Lovran, sobre una distancia de unos 12 kilómetros.
- El monumento creado en honor de Friedrich Julius Schuller.

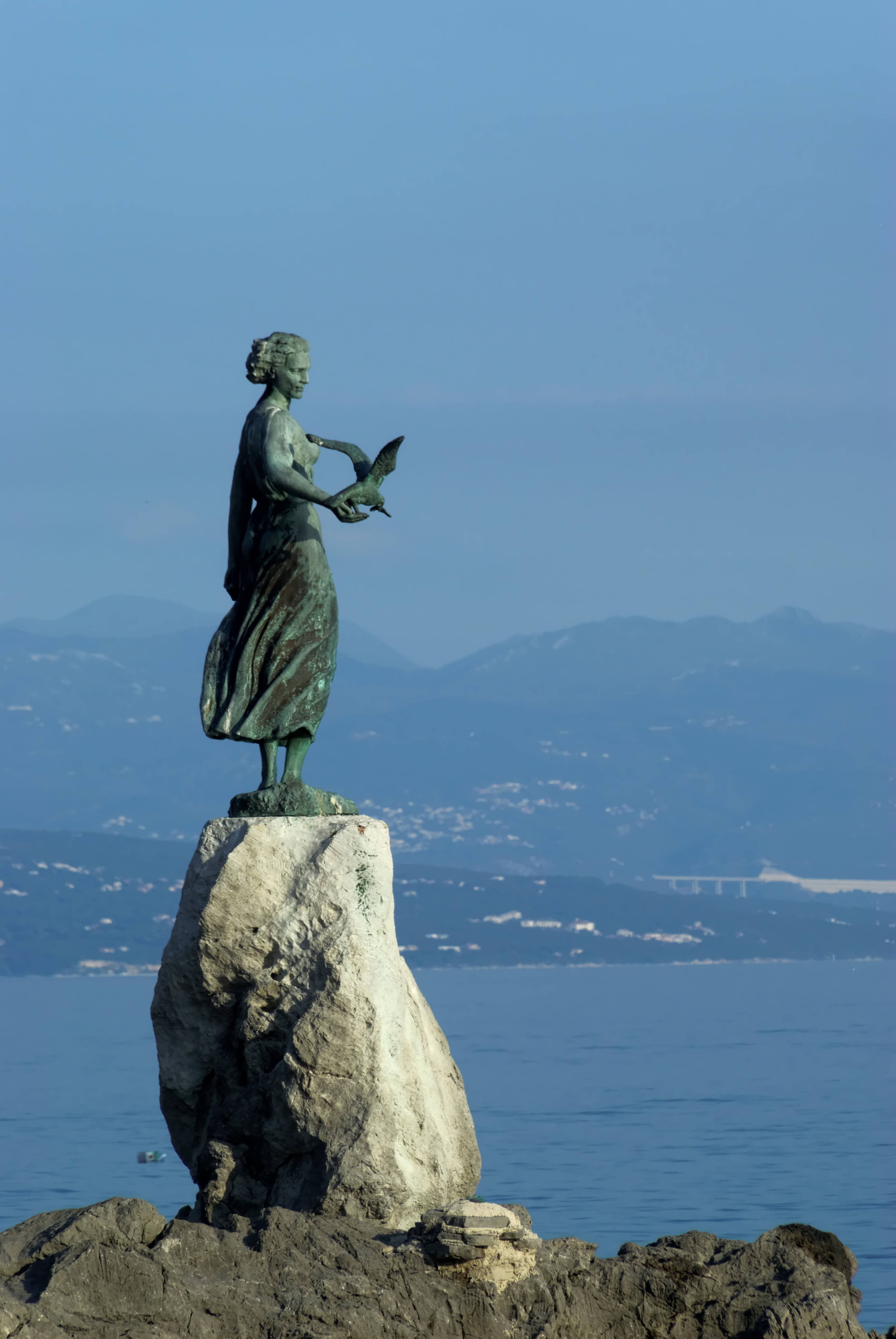
Monumento a la Madonna.

- El monumento a la Madonna es una copia de un monumento creado por la familia de los condes de Kesselstatt a la memoria de su hijo, muerto trágicamente en 1891.
- El parque hortícola de Saint-Jakov, que se extiende sobre 3,64 hectáreas y que alberga más de 160 especies exóticas de plantas procedentes de China, Australia y Sudamérica.
- El pabellón de arte Juraj Matija Sporer es un espacio de exposiciones.
- El teatro y cine.